# Radosław Piesiewicz
Radosław Paweł Piesiewicz (ur. 20 lutego 1981 w Warszawie) – polski działacz sportowy, w latach 2016–2017 wiceprezes Polskiego Związku Piłki Siatkowej, w latach 2018–2024 prezes Polskiego Związku Koszykówki, od 2023 prezes Polskiego Komitetu Olimpijskiego.

## Życiorys
Absolwent Wydziału Prawa i Administracji Uniwersytetu Warszawskiego (2005), a także studiów podyplomowych z zakresu zarządzania projektami, pośrednictwa w obrocie nieruchomościami, zarządzania nieruchomościami oraz Master of Business Administration.
Był związany z Unią Wolności, następnie należał do Partii Demokratycznej. Bez powodzenia kandydował do rady warszawskiej dzielnicy Targówek w 2002 z listy Unii dla Warszawy i w 2006 z listy LiD oraz do Sejmu w 2005 w okręgu siedleckim z listy PD. W 2011 już jako bezpartyjny startował z własnego komitetu do Senatu w warszawskim okręgu nr 42, zajmując ostatnie, czwarte miejsce i zdobywając 10 361 głosów (5% głosów ważnych).
Menedżer z doświadczeniem w zarządzaniu spółkami prawa handlowego, w tym spółkami giełdowymi. Zawodowo związany z branżą inwestycyjną oraz lokalnym samorządem. W latach 2022–2024 członek rady nadzorczej Pekao Towarzystwa Funduszy Inwestycyjnych.
W latach 2016–2017 był wiceprezesem Polskiego Związku Piłki Siatkowej odpowiedzialnym za sprzedaż i marketing. W styczniu 2018 został powołany na prezesa zarządu Polskiej Ligi Koszykówki, a w listopadzie tego samego roku objął funkcję prezesa Polskiego Związku Koszykówki (pełnił ją do października 2024). W lipcu 2022 został doradcą biznesowym w prowadzonej przez FIBA Europa koszykarskiej Lidze Mistrzów.
22 kwietnia 2023 został wybrany na prezesa Polskiego Komitetu Olimpijskiego, zdobywając w tajnym głosowaniu 138 ze 162 głosów.

## Życie prywatne
Żonaty z Agnieszką, ma troje dzieci.